# Полет 142 на „Суисеър“
Полет 142 на „Суисеър“ е редовен международен пътнически полет от летище „Женева–Коинтрин“, Женева, Швейцария, до Париж, Франция, управляван от „Суисеър“. На 25 април 1962 г. самолетът „Суд Авиейшън SE-210 Каравел III“, който изпълнява полета, претърпява авария след излитане от Женева, след като стойката на предния колесник се заклещва, когато е почти напълно прибрана. Пилотът съобщава за проблема и за намерението си да се върне, но оперативният контрол на „Суисеър“ дава инструкции на екипажа да продължи към Цюрих, където може да извърши аварийно кацане. В този момент на борда на машината се намират 66 пътници и 6 членове на екипажа.
След като самолетът пристига в Цюрих, са направени няколко неуспешни опити за отстраняване на проблема във въздуха, след което е подготвена писта, напръскана с пяна, която да предотврати искри и евентуално запалване на фюзелажа при триенето му по пистата. Машината се приземява на около 500 м от началото на пистата със скорост, малко по-ниска от 200 км/ч, и отворен парашут. Носът докосва повърхността на пистата около километър след това и се спира върху „пянообразния килим“ на почти 2 км от края на пистата. По време на кацане възниква пожар в отсека под пилотската кабина. Всички хора на борда оцеляват.
Според разследването служител по поддръжката на летището в Женева неволно извършва действие, с което вратата на предния колесник остава отворена още преди излитане, а това вероятно води до заклинване на колесника в почти прибрано положение след излитане. Летателният апарат е продаден по-късно на „Чайна Еърлайнс“ и през 1971 г. той е напълно унищожен от бомба, докато обслужва маршрута на полет 825 на „Чайна Еърлайнс“.